# Leo von Schauer
Leo von Schauer (10. května 1823 Josefov – 16. září 1902 Vídeň) byl rakousko-uherský generál. V c. k. armádě sloužil od roku 1840, vyznamenal se v několika válečných taženích a v roce 1867 byl povýšen do šlechtického stavu. V roce 1881 dosáhl hodnosti polního podmaršála a v závěru kariéry byl velitelem pevnosti Krakov.

## Životopis

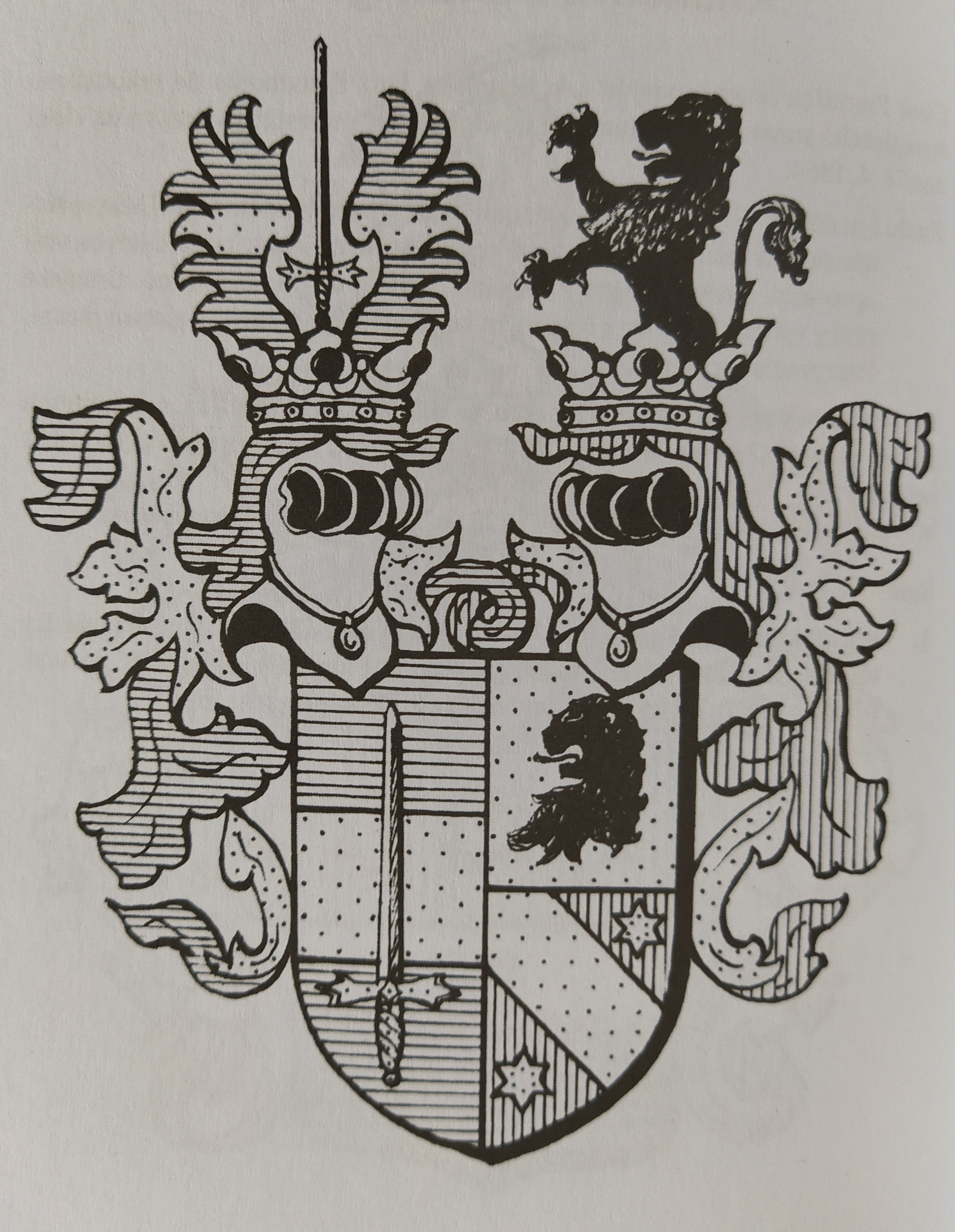
Erb Leo Schauera při povýšení do šlechtického stavu (1867)

Pocházel z rodiny důstojníka a narodil se v Josefově. Do armády vstoupil v roce 1840 k ženijním jednotkám a v roce 1846 byl povýšen na podporučíka. V revolučních letech 1848–1849 se zúčastnil bojů v Itálii a vyznamenal se osobním nasazení při obléhání Mantovy. Byl povýšen na nadporučíka (1849) a kapitána (1851), později sloužil u 2. ženijního pluku v Kotoru a 8. ženijního praporu ve Veroně. V roce 1859 bojoval ve válce se Sardinií a byl povýšen na majora. Řadu let pak strávil opět u 2. ženijního pluku, kde byl povýšen na podplukovníka (1865) a plukovníka (1869), mezitím se zúčastnil další války v Itálii (1866). 
V letech 1869–1876 byl velitelem 1. ženijního pluku v Olomouci. V roce 1876 byl přeložen jako velitel 55. pěší brigády do Lublaně a v roce 1877 dosáhl hodnosti generálmajora. V roce 1878 byl převelen ve funkci velitele 13. pěší brigády do Gorice. K datu 1. listopadu 1881 byl povýšen do hodnosti polního podmaršála a převzal velení 18. pěší divize v Mostaru v okupované Bosně a Hercegovině, kde se v roce 1882 podílel na potlačení povstání v Dalmácii. a zastával funkci zástupce velitele 1. armádního sboru v Krakově, kde byl zároveň velitelem pevnosti. K datu 1. října 1884 byl penzionován.
Během vojenské služby získal několik vyznamenání. Byl nositelem Vojenského záslužného kříže (1851), Řádu železné koruny III. s válečnou dekorací (1867) a rytířského kříže Leopoldova řádu (1882). Jako nositel Řádu železné koruny byl na základě řádových stanov v roce 1867 povýšen do šlechtického stavu s titulem rytíř. 
V roce 1851 se oženil s baronkou Karolínou Buseckovou (1823–1902), dcerou německého důstojníka Karla von Busecka. Z jejich manželství se narodilo šest dětí.